# Золотая лихорадка на Колыме
Золота́я лихора́дка на Колыме́ — неорганизованная массовая добыча золота в бассейне Колымы в первой четверти XX века.

## История

### Колымский округ на рубеже XIX—XX веков
В общих чертах о наличии колымского золота было известно ещё в середине XIX века. Предполагалось, что если успешная золотодобыча ведётся в Забайкалье, в бассейнах рек Лена и Амур, в Приморье, на Аляске, то «золотой пояс» может распространяться и на северо-восток Азиатского континента. В энциклопедическом словаре Брокгауза и Ефрона издания 1890—1907 годов сообщалось: 
«Колымский округ — самый восточный и наиболее пустынный из округов Якутской области… Геогностический состав округа очень мало исследован… Произведениями минерального царства округ не особенно богат, но в южных его частях должны находиться, по многим признакам, золотосодержащие россыпи».
 Более глубоким изысканиям мешали суровый климат, отсутствие дорог в необъятных таёжных пространствах и крайне низкая заселённость края.
В то же время более выигрышным в плане доступности и заселенности было побережье Охотского моря — от Охотска до села Гижиги. Из семи заявленных в Охотском округе в 1870 году отводов на разработку серебра три располагались в районе Ямска (в 160 км восточнее села Ола). Затем серебро было обнаружено и совсем неподалёку от Олы — в районе реки Сиглан. Однако вопрос о наличии в регионе севернее и восточнее Охотска золота и других полезных ископаемых до конца XIX века оставался открытым.
Тем не менее, в начале XX века золото в незначительных количествах начали добывать на Чукотке (река Волчья), Сахалине и охотском побережье, и в целом золотодобыча стала ведущей отраслью хозяйства Дальнего Востока. Северо-восток России превратился в объект исследований выдающихся геологов и горных инженеров, таких как Иван Дементьевич Черский, Карл Иванович Богданович, П. А. Казанский, П. И. Полевой.
Во время Гражданской войны правительством Александра Колчака для оценки золотого потенциала России был приглашен один из лучших знатоков золотой промышленности Эдуард Эдуардович Анерт. В частности, Анерт оценил запасы россыпного золота малоизученной тогда Колымы примерно в 3,8 тысячи тонн и связал основные перспективы золотодобычи России с Охотско-Колымским краем. Впоследствии этот фантастический прогноз сбылся.

### Открытие колымского золота
В 1908 году в Охотске появился приказчик дальневосточного промышленника и купца Шустова — Юрий Янович Розенфельд (Нордштерн). Официально он был послан для отыскания более удобного пути на пушную и рыбную Колыму, чем тропы из Якутска и Тахтоямска или Ольско-Сеймчанский тракт, основанный Петром Калинкиным в 1893 году. Но, обладая необходимым минимумом геологических знаний, Розенфельд больше интересовался минеральными богатствами края. Собирая сведения, он сделал выводы, что регион богат углем, рудами многих металлов. В районе Сеймчана им были обнаружены золотоносные жилы, однако найденные «знаки» золота и самородки пока ещё не подтверждали наличия богатых золотых запасов.
Примерно в то же время поисками колымского «фарта» занимались и опытные старатели — татары Бари «Бориска» Шафигуллин и Сафи Гайфуллин, бежавшие с Бодайбинских приисков. Позднее к ним присоединился ольский мещанин Михаил Канов. В 1914 году в Охотске они объединились под началом Ю. Я. Розенфельда и отправились с ним на Колыму. Вскоре из-за отсутствия значимых результатов компания распалась. Однако Шафигуллин и Гайфуллин поиски не прекратили. Когда в связи с началом Первой мировой войны Сафи призвали в армию, Бориска продолжал бить шурфы один. В результате его тело нашли проезжавшие мимо якуты — в шурфе, с мешочком золота и самородками в руке — на ручье, впадающем в реку Среднекан (правый приток Колымы), в том самом месте, где впоследствии был организован названный его именем прииск «Борискин».
Таким образом, в 1916 году золотоносность Среднеканского района была подтверждена. Розенфельд первым сообщил в Геолком о наличии драгметалла на Колыме — золотоносных кварцевых жил в устье реке Джегдян (Чагыдан, Дягыдан), но в поисках средств ни в России, ни за границей он так и не смог найти людей, заинтересованных в дальнейшей геологоразведке и организации приисков, — Первая мировая война, затем революция и гражданская война надолго прервали геологические изыскания и остановили развитие золотодобывающей промышленности.
Тем временем слухи о найденном золоте распространились среди старателей, которые отправились на Колыму с Алдана и Охоты. Сегодня трудно установить, когда именно в Оле появилось первое золото с Колымы. По всей территории огромной золотоносной провинции России бродили вольные старатели, тайно и бесконтрольно моющие золото и переправляющие его скупщикам в Китай и Маньчжурию. На тропах старателей часто убивали, отбирая намытое золото. Известно, что в ходе гражданской войны воюющим сторонам периодически случалось реквизировать друг у друга шлиховое золото явно колымского происхождения.
Для подъёма золотодобывающей промышленности к поискам и добыче металла широко привлекались иностранные компании. В частности, в 1925 году знаменитые Ленские прииски были переданы компании «Лена — Голдфилдз-лимитэд» в концессию на 30 лет. И хотя договор действовал всего пять лет, результат оказался положительным.
В 1923 году Ф. Р. Поликарпов и возвратившийся в Олу С. Гайфуллин предприняли неудачную попытку поиска золота на средства американской торговой фирмы «Олаф Свенсон и К°». Лишь только на следующий год им удалось обнаружить и намыть золото в районе Среднекана.
В 1924 году председатель Ольского волостного ревкома М. Бовыкин и председатель Ямского сельревкома М. И. Канов организовали Ольско-Ямскую трудовую горнопромышленную артель, во главе которой было решено поставить Ф. Р. Поликарпова. Из-за болезни последнего и ареста Гайфуллина артель распалась, так и не начав работу.
К этому времени государство начало наводить порядок с добычей и оборотом драгоценного металла. В 1923—1924 годах в Оле, Ямске и других населённых пунктах побережья помимо американцев, японцев и прочих начали вести торговлю и советские государственные учреждения — Дальгосторг и Охотско-Камчатское акционерное рыбопромышленное общество. В открытых ими факториях товары отпускались исключительно за пушнину, золото и золотые рубли.
В 1925 году Дальгосторг сделал девять заявок на отводы участков по рекам Буюнда и Среднекан, но из-за отсутствия средств дальше заявок дело не пошло. В 1926 году прибывший из Охотска первый председатель Ольского райисполкома М. Д. Петров дал разрешение и выделил средства для поисковых работ на Среднекане, для организации которых на места были направлены Поликарпов, Канов и Бовыкин.
В 1927 году Ф. Р. Поликарпов оформил на собственное имя заявку на разработку россыпи в устье ключа Безымянного (приток Среднекана). Именно это событие стало считаться официальным рождением первого колымского прииска. Другие заявки, в том числе и на ключ Борискин от М. Бовыкина, Управлением Якутского горного округа были отклонены. Из-за финансовых затруднений не состоялась поисково-разведочная экспедиция на Среднекан Э. П. Бертина, брата В. П. Бертина — одного из первооткрывателей алданского золота.

### Начало колымской золотой лихорадки
В начале 1928 года, по возвращении старательской артели Ф. Р. Поликарпова с ключа Безымянного в Олу для пополнения запасов продовольствия, по побережью поползли слухи о несметных богатствах Среднекана. Тогда-то и вспыхнула колымская золотая лихорадка.
Многочисленные артели со всего Дальнего Востока прибывали в небольшое и тихое до сего времени село Ола, одномоментно превратившееся в огромную перевалочную базу. Склады и магазины вычищались подчистую, в Оле начался голод. В итоге власти были вынуждены запретить частным лицам выезд из Охотска в Олу без личных запасов продовольствия.
В этот период свертывание политики НЭПа уже докатилось до Дальнего Востока, хотя официально НЭП ещё не был отменен.
Весной 1928 года Ф. Р. Поликарпов уступил свои права на месторождение ключа Безымянного государственному акционерному обществу «Союззолото». В июле 1928 года из Охотска на Среднекан вышел транспорт с администрацией приисков, в которую вошёл и сам Поликарпов — теперь уже в качестве горного смотрителя «Союззолото». Начался этап государственного освоения колымских богатств. Первому прииску было дано название «Среднекан» («Среднеканский»). В Среднекане была создана приисковая контора «Союззолото», на базе которой было организовано Колымское приисковое управление.

### Индигирская и Колымская экспедиции под руководством С. В. Обручева (1926, 1929-30 гг.)
Помимо находок старателей на судьбы колымского золота повлияло и авторитетное мнение ученых и путешественников России XVIII—XIX вв.: Степана Петровича Крашенинникова, Герхарда Фридриха Миллера, Петера Симона Палласа, Георга Адольфа Эрмана, Александра Фёдоровича Миддендорфа, Карла Дитмара, Леопольда Ивановича Шренка, Г. Л. Майделя, Карла Ивановича Богдановича, Н. В. Слюнина, Ю. Я. Розенфельда, Сергея Владимировича Обручева и многих других.
В 1926 году из Оймякона на Индигирку и Колыму по инициативе Владимира Афанасьевича Обручева, главного консультанта «Алданзолото», а позднее «Союззолото», была направлена геологическая экспедиция Геолкома под руководством его сына — Сергея Владимировича Обручева. По первоначальному плану маршрут экспедиции должен был проходить через приток Индигирки Чибагалах для проверки сведений, полученных от бывшего белого офицера, сдавшего в Якутскую контору Госбанка образцы платины с Индигирки, а затем пересечь Верхоянский хребет в западном направлении, но из-за задержек и сложных условий передвижения с Чибагалаха пришлось вернуться вверх по Индигирке и закончить экспедицию в Оймяконе. Результатом экспедиции стало открытие неизвестного ранее хребта, протянувшегося на тысячу километров, и обнаружение признаков золотоносности в этом хребте. Хребет был назван в честь известного исследователя Сибири Ивана Дементьевича Черского.
В 1929 году под руководством Сергея Владимировича Обручева отправляется новая экспедиция, уже под эгидой Академии наук СССР. В эти годы Якутской комиссией Академии проводится комплексное изучение территории, населения и промышленности Якутской АССР, названное Якутской комплексной экспедицией. Отряд Обручева являлся её структурным подразделением — геоморфологическим отрядом. Маршрут начинался в мае 1929 в Оймяконе, пересекал хребет Тас-Кыстабыт и далее сплавом проходил вниз по Аян-Юряху и Колыме (в 1929 году территория бассейна Колымы целиком входила в состав Якутской АССР), пересекая таким образом южную часть хребта Черского. Ниже устья р. Таскан Обручев встретил Юрия Александровича Билибина, который уже второй год работал в этом районе (см. ниже).
В начале сентября 1929 года по результатам работы своего отряда С. В. Обручев оперативно информировал по телеграфу руководителя Якутской комиссии АН СССР в Ленинграде и руководство Союззолота в Москве. 11 сентября 1929 года он сообщил телеграммой из Среднеколымска об обнаружении золотоносности в ряде притоков Колымы, особенно в Бёрёлёхе, Дебине, Таскане. По данным С. В. Обручева, можно было говорить об общей золотоносности всего Средне-Черского нагорья между Индигиркой и Колымским хребтом длиной 700 и шириной от 150 до 200 км, а также о том, что наиболее благонадежным в этом отношении является район юго-восточного конца хребта и между рекой Бёрёлёх и рекой Сеймчан, то есть район верховий Колымы, что подтверждало предположения Розенфельда о золотоносности края. С. В. Обручевым было положено начало установления принципиальной золотоносности территории с научно-геологических позиций, к чему ранее многие учёные относились весьма скептически.
Зимой 1930 года С. В. Обручев поднялся вверх по Колыме, её притоку Коркодону, перевалил в бассейн реки Омолон и летом сплавился по Омолону и Колыме до Нижнеколымска, обнаружив признаки золота в верховьях Омолона.
Кроме этого, наблюдения экспедиции С. В. Обручева позволили уточнить гидрографическую сеть района. Вся Колыма была передвинута на картах на 200 км к юго-востоку, значительно изменились её очертания. Выяснилось, что река длиннее, чем предполагалось ранее. Изменилось положение притока Колымы реки Коркодон, увеличилась длина реки Костах.

### Первая Колымская экспедиция Юрия Александровича Билибина (1928 год)
В 1928 году по предложению Владимира Афанасьевича Обручева по договору с «Союззолото» и на его средства в бассейн Колымы была направлена экспедиция от Геолкома ВСНХ СССР под руководством геолога Юрия Александровича Билибина, утверждавшего, что именно на Колыме лежит «пряжка» от «золотого пояса», протянувшегося от Амура до Калифорнии. Билибин имел косвенные подтверждения своей правоты, опираясь на сведения единичных исследователей и на данные экспедиции Ивана Дементьевича Черского 1891—1892 года: описание и исследования рек Индигирки, Кулу, Нера и среднего течения Колымы до Сеймчана.
Экспедиция Юрия Александровича Билибина, названная Первой Колымской экспедицией Геолкома, послужила отправным моментом в открытии громадной Северо-Восточной золотоносной провинции и предопределила дальнейшую историю края.

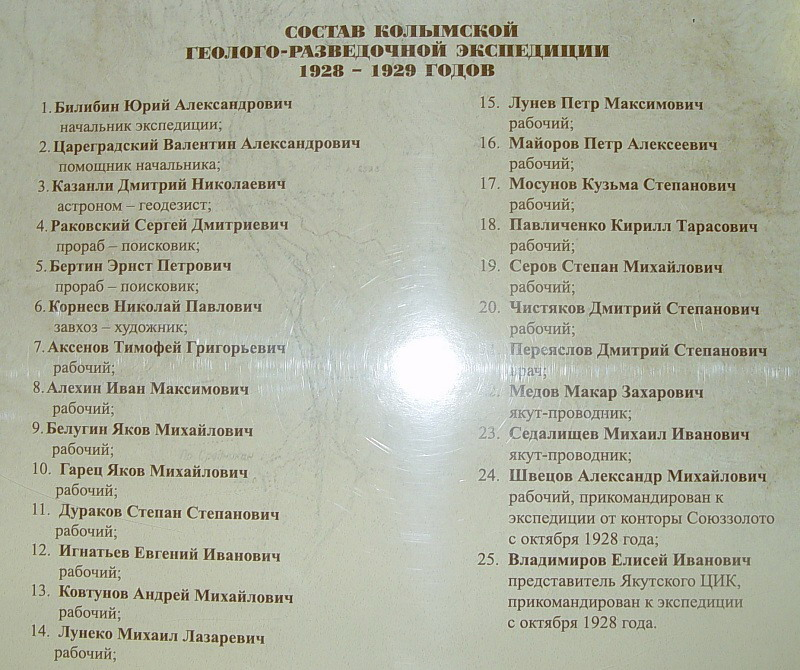
Состав 1-й Колымской геолого-разведочной экспедиции 1928—1929 год

Кроме Билибина в состав Первой Колымской вошли только что окончивший горный институт палеонтолог Валентин Александрович Цареградский, геодезист Дмитрий Николаевич Казанли, опытные прорабы-разведчики С. Д. Раковский и Эдуард Петрович Бертин, врач Переяслов, завхоз Корнеев и 15 рабочих. Почти все участники экспедиции были приглашены Билибиным с Алдана и уже имели опыт работы в золоторазведке. Сопровождал экспедицию проводник из с. Ола Макар Мёдов.
На Дальний Восток экспедиция отбыла по железной дороге из Ленинграда в начале лета 1928 г., а уже 4 июля 1928 года высадилась на Ольский берег с парохода «Дайбоши-Мару». Из-за старательского бума в селе Ола Билибину не удалось найти никакого транспорта — оленей и лошадей для продвижения экспедиции вглубь территории не было. Прождав месяц и не найдя вьючного транспорта, исследователи решили разделиться и небольшим отрядом отправиться в путь с минимальным грузом на шести лошадях.
До реки Среднекан путь длиною более 500 км пролегал по глухой тайге, горным тропам и рекам. Пройдя по разлившейся от дождей реке Ола, отряд в составе Юрия Александровича Билибина, С. Раковского, И. Алёхина, С. Дуракова, М. Лунеко и Д. Чистякова, съедаемый мошкой и комарами, перешёл через перевал Яблонёвый и спустился по болотистой долине до реки Малтан. Короткое колымское лето уже было на исходе. Поэтому, невзирая на утверждения проводника о непроходимости бахапчинских порогов, было принято нестандартное и рискованное решение: сделать два плота, названные «Разведчик» и «Даёшь золото!», и идти сплавом до реки Бахапча, а по ней — в Колыму. Позже этот путь многократно использовался для снабжения приисков.
В сентябре 1928 года первый отряд экспедиции во главе с Юрием Александровичем Билибиным прибыл на Среднекан практически одновременно со старательскими артелями, вышедшими из Олы раньше экспедиции. С октября 1928 года «Союззолото» приступило к регистрации старателей Среднеканского прииска, организации пункта приёма золота, контролю за отводами участков, решению вопросов снабжения и другим мероприятиям, устанавливающим новый государственный порядок на будущих колымских приисках.
На Колыме Билибин познакомился с Поликарповым, Гайфуллиным и Кановым, а также встретился с Сергеем Владимировичем Обручевым, прибывшим на Колыму в 1929 году с новой экспедицией.
Результатом экспедиции Билибина 1928—1929 года стало открытие промышленных золотоносных площадей в районах реки Утиная, ключей Холодный и Юбилейный, ставших основными объектами золотодобычи на Колыме вплоть до 1933 года. Золото было обнаружено и в других долинах, стали проясняться некоторые закономерности его распределения и геологическое строение района. Билибин выдвинул гипотезу о существовании здесь золотоносной зоны протяжённостью в сотни километров. С. В. Обручев в отчете о своей геоморфологической экспедиции 1929 году также пришел к аналогичным выводам.

Поисковый дневник Ю. А. Билибина, 1928 год (Из экспозиции Магаданского областного краеведческого музея)
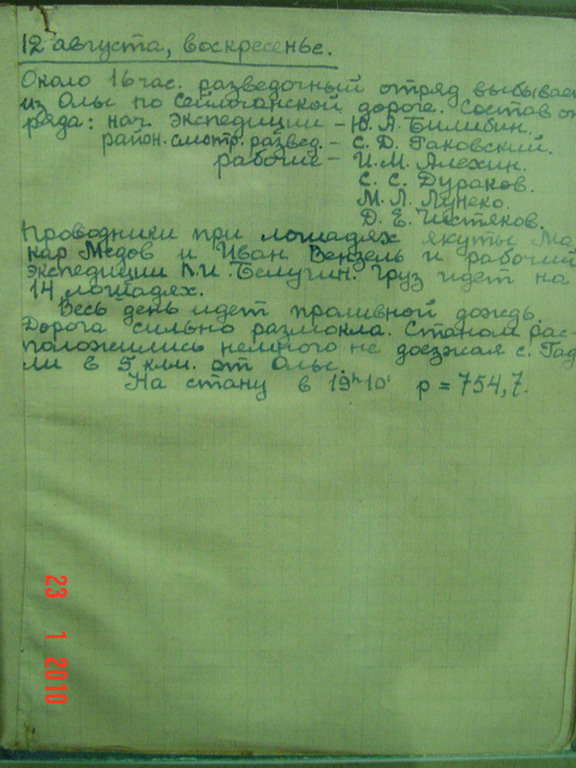
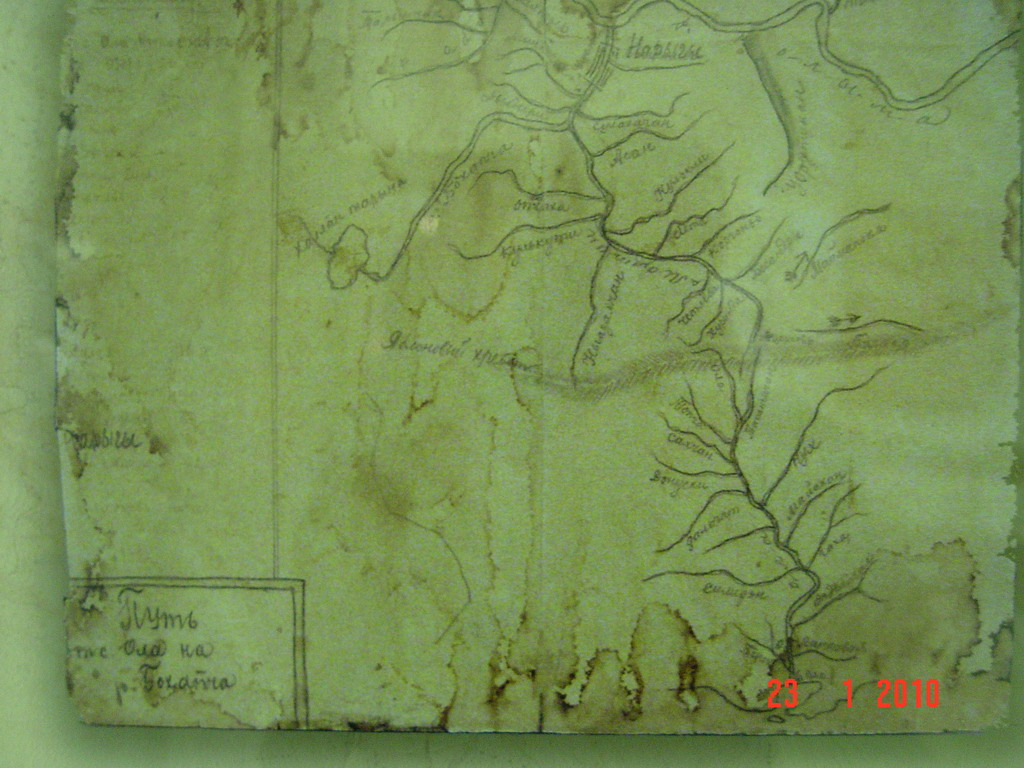

### Вторая Колымская экспедиция Валентина Александровича Цареградского (1930 год)
Для проверки сведений экспедиции Билибина в 1930 году в район Верхней Колымы была направлена геолого-поисковая экспедиция под управлением Валентина Александровича Цареградского, которая подтвердила наличие запасов золота, позволяющих организовывать его промышленную добычу: экспедиция открыла имевшее промышленное значение россыпное месторождение золота на реке Оротукан (ключ Пятилетка). О важности, придаваемой правительством СССР изысканиям в названном регионе, свидетельствует то, что сумма капиталовложений в геологоразведку на Колыме составила в начале 30-х годов 3,8 % от общей суммы ассигнований на эти цели по СССР в течение всей первой пятилетки.
Сопоставление полученных экспедицией В. А. Цареградского данных с выявленной золотоносностью на северо-западе (хребет Черского, Сергей Владимирович Обручев) и особенностями геологического строения, распространяющимися на восток от верховий Колымы, дало Ю. А. Билибину возможность предположить, что общее протяжение главной золотоносной зоны на Северо-Востоке составит около 1 250 км.

### Организация приисковой добычи золота
Заманчивые перспективы колымского золота сделали своё дело. Основные решения принимались на правительственном уровне, хотя оформлялись через различные, иногда местные, органы и организации. Если вначале у Сталина ещё возникали какие-то сомнения, то после прогноза Билибина, что Колыма к 1938 г. даст в четыре раза больше золота, чем добывалось во всей стране в 1930 году, а также после дальнейших геологических экспедиций 1930-х годов и быстрого роста количества колымских приисков эти сомнения стали рассеиваться. Начавшееся планомерное масштабное геологическое изучение края окончательно определило ему долгое и стабильное будущее.
В 1927 году в целом по СССР уровень добычи золота удалось довести до 28 т. Однако для решения насущных государственных задач — обновления промышленности, перевооружения армии, перестройки системы управления и освоения новых районов страны — этого явно не хватало.
В октябре 1928 года началось осуществление первого пятилетнего плана развития народного хозяйства, где были поставлены цели и по увеличению уровня добычи золота.
В 1929 году на территории Верхне-Колымского приискового района работали прииски «Среднеканский», «Борискин», «Юбилейный», «Утиный», годовая добыча достигла 85,9 кг химически чистого золота. А когда в 1930 году были организованы прииски «Первомайский» и «Холодный», годовая добыча по району выросла до 281,4 кг.
Увеличение объёмов добычи требовало и увеличения поставок материалов, оборудования, продовольствия и т. п. Дальнейшая судьба Золотой Колымы становилась зависимой от решения вопросов снабжения: в то время Среднекан административно подчинялся Якутии, а снабжение и управление приисками велось из Олы, и несмотря на многочисленные изыскания различных путей на Колыму, наиболее удобными и выгодными так и остались маршруты с Ольского побережья.

### Проблема транспортного сообщения

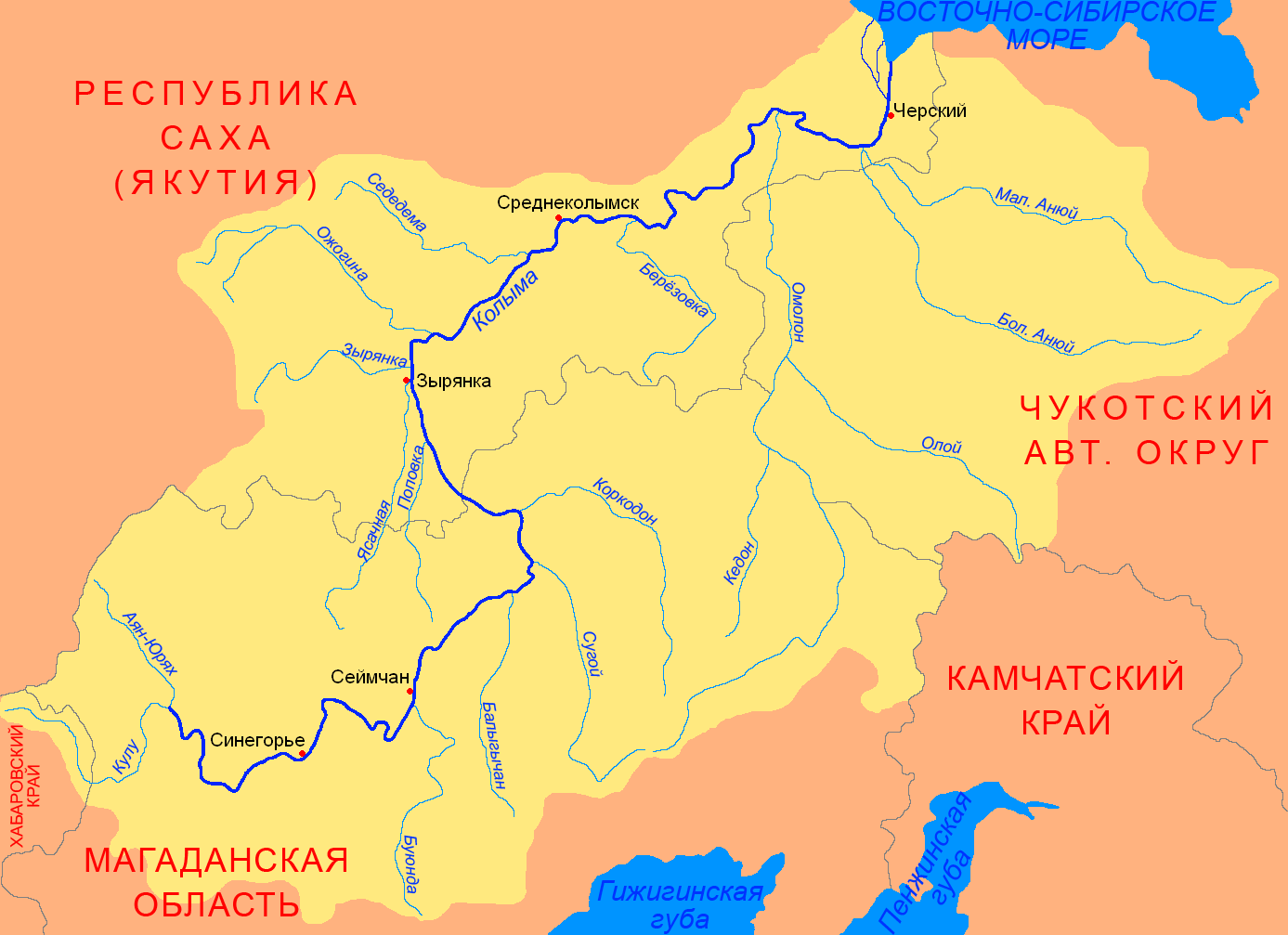

Освоение Северо-Востока России существенно сдерживалось немаловажным обстоятельством: обширные малонаселённые территории Сибири, Якутии, Колымы и Камчатки, обладавшие неисчерпаемым экономическим потенциалом, практически оставались изолированными от европейской части страны.
Лишь с вводом в эксплуатацию в начале XX века Транссиба появилась надёжная регулярная связь между промышленными центрами страны и её тихоокеанским побережьем. Но сама по себе нитка Транссиба не могла решить проблему транспортного обслуживания Крайнего Северо-Востока, куда генеральные грузы могли быть доставлены только водными путями: либо через Владивосток и далее по Японскому и Охотскому морям, либо по реке Лена через Якутск и далее по морям Северного Ледовитого океана и, вглубь континента, по рекам Колыме, Индигирке, Анадырю и их притокам. В связи с суровостью климата сезонность завоза по водным путям ограничивалась исключительно летними месяцами.
В континентальной части огромного региона практически повсеместно транспортное сообщение осуществлялось по таёжным и горным тропам, санным и всё тем же речным путям. Поэтому наряду с геологическими исследованиями ещё в начале XX в. интенсивно прорабатывались проекты строительства железнодорожной магистрали в районе промышленного освоения Колымо-Индигирского региона.
В 1905 году на особом межведомственном совещании при иркутском генерал-губернаторстве рассматривалось предложение американского консорциума «Лойк-де-Лобель» о предоставлении концессии на строительство железнодорожной линии от Канска на Аляску с тоннелем под Беринговым проливом и ответвлениями на Николаевск, Хабаровск, Благовещенск. Строительство дороги планировалось осуществить в течение 10 лет. Экономический интерес американского капитала к освоению гигантского российского рынка в целом и монопольной разработке природных богатств Северо-Востока России в частности был очевиден. В строительстве железной дороги были заинтересованы и различные российские акционерные общества (АО). Например, АО Казанской железной дороги выдвинуло проект «Великого Северного пути» с целью продлить свою дорогу от Екатеринбурга на Тобольск — Томск — Енисейск — Якутск с выходом на Охотское побережье у порта Аян. Другой проект предусматривал строительство дороги от северного Байкала через Бодайбо — Аян — Якутск. Однако эти проекты не были реализованы, хотя замысел развития железнодорожной сети в районах Севера был частично воплощён в дальнейшем.
Во второй четверти XX века вопрос развития транспортной сети Сибири и Северо-Востока России приобрел первостепенное значение в связи с открытием в этих районах крупных залежей полезных ископаемых.
В 1928-29 годах важные результаты были получены Колымской гидрографической экспедицией, работой которой руководил Иван Фёдорович Молодых. Помимо изучения транспортных возможностей реки Колымы, члены экспедиции занимались определением экономического состояния, природных ресурсов, сложившихся транспортных связей, а также уточнением ближайших задач хозяйственного строительства региона и схемы его транспортного освоения.
Учитывая, что развитие региона во многом зависело от успеха создания на Северо-Востоке горной промышленности, Иван Фёдорович Молодых предложил создать транспортную систему для доставки грузов в верховья Колымы, где уже работали артели старателей. Для её формирования необходимо было, по его мнению, строительство морского порта в бухте Нагаева (Тауйская губа Охотского моря) и круглогодичного шоссе от неё до приисков в Верхнеколымском районе.
Против придания проектируемой Нагаевской дороге исключительного значения в вопросах снабжения Приколымья горячо выступил Сергей Владимирович Обручев, считая это заключение крайне односторонним. По его мысли, по крайней мере до постройки автодороги, снабжение всего края могло базироваться только на северных рейсах — через устье Колымы.

### Закат старательской «вольницы»
Москва установила план добычи золота на Колыме: в 1931 г. — 2 т, 1932 г. — 10 т, 1933 г. — 25 т. Однако в 1931 году силами вольных старателей было добыто всего 272,5 кг. Если в 1929 году по отношению к предыдущему году был достигнут почти 8-кратный прирост добычи, в 1930 — по отношению к 1929 — более чем 3-кратный, то прирост добычи 1931 года составил менее 2 %. Из-за скопления людей в Нагаево и Среднекане, неразберихи и перебоев в снабжении на приисках начались цинга и голод, у многих старателей были отморожены руки и ноги, началось массовое бегство рабочих с приисков. Местное население также было доведено до крайности и голода жестокими и неразумными мерами по «раскулачиванию», «усилению классовой борьбы» и пр.. Обстановка в регионе была на грани социального взрыва и возобновления гражданской войны, и такое положение не удовлетворяло большевистское правительство страны.

### Создание Севвостлага ОГПУ
Следующим этапом стало создание в 1932 году Севвостлага ОГПУ — в мае 1932 года в бухту Нагаево стали прибывать заключённые из других лагерей ГУЛАГа в счёт первых 16-ти тысяч, предусмотренных приказом ОГПУ. В том же приказе было определено место дислокации Управления (администрации) Севвостлага — селение Среднекан, расположенное непосредственно в приисковом районе — на берегу Колымы на территории Дальневосточного края (ныне это место находится в Магаданской области). С 1937 года администрация Севвостлага располагалась в пос. Нагаево (ныне — город Магадан).